# .338 Lapua Magnum

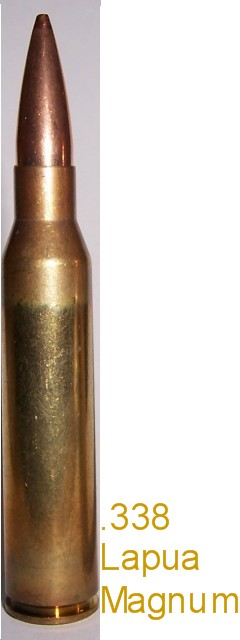

Die .338 Lapua Magnum ist eine Patrone, die in erster Linie für den Einsatz in militärischen Scharfschützengewehren entwickelt wurde. Die Bezeichnung basiert auf dem verwendeten Kaliber von 0,338 Zoll (.338), dem norwegischen Unternehmen Lapua, das die Hauptentwicklung leistete, und Magnum als Kennzeichen für eine verstärkte Ladung. Die metrische Kaliberbezeichnung lautet 8,6 × 70 mm.

## Bezeichnung
Im deutschen Nationalen Waffenregister (NWR) wird die Patrone unter Katalognummer 103 unter folgenden Bezeichnungen geführt (gebräuchliche Bezeichnungen in Fettdruck)
- .338 Lapua Mag (Hauptbezeichnung)
- .338/.416 Lapua
- 8,58 x 71 mm
- 8,6 x 70

Das Österreichische Bundesheer listet folgende Bezeichnungen (Hauptbezeichnung in Fettdruck)
- 8,6 x 70 mm
- 8,6 x 70 mm Lapua Magnum[4]
- .338 LM[5] (lt. RUAG Ammotec)

## Geschichte
Anfang der 1980er-Jahre forderte die NATO eine leistungsstarke Scharfschützenpatrone für Kampfentfernungen, die über die der eingeführten Kaliber 7,62 × 51 mm NATO oder .300 Winchester Magnum hinausgingen. Die Patrone basiert auf der .416 Rigby, deren Hülse auf das Kaliber .338 (8,59 mm) eingezogen wurde. Versuche zeigten aber, dass Gasdruckspitzen die Hülse zu sehr belasteten.
Der Hersteller Lapua konzipierte 1987 die Hülse mit den heute gültigen C.I.P.-Maßen neu, wobei besonders im Bodenbereich Abweichungen zur .416 Rigby vorhanden sind. Die .338 Lapua Magnum konnte sich auch im Long Range Shooting und – in bescheidenem Umfang – als Großwildkaliber etablieren.
Das Projektil zeichnet sich durch einen mehr als doppelt so hohen ballistischen Koeffizienten von etwa 0,65–0,77 aus (.416 Rigby 0,25–0,3), der den Geschwindigkeitsverlust auf große Entfernungen minimiert, was
- die effektiv einsetzbare Reichweite erhöht, die durch die Strecke, in der das Geschoss noch Überschallgeschwindigkeit hat, definiert ist
- des Weiteren bewirkt, dass der Geschossabfall auf hohe Distanzen minimiert wird
- und schließlich die Flugzeit minimiert wird, was wiederum die Zeit, die ein Wind hat, auf das Geschoss einzuwirken, verkleinert, wodurch die Winddrift minimiert wird.

Mit diesem Kaliber wurden die bislang zweitweitesten, bestätigten Treffer in einem Kriegseinsatz erzielt, als 2009 der britische Scharfschütze Craig Harrison mit je einem Schuss zwei Taliban-MG-Schützen über eine Entfernung von knapp 2,5 Kilometern tötete.

## Waffen (Auswahl)
- Arctic Warfare AWP und AWSM
- Ruger Precision Rifle Magnum
- Brügger & Thomet APR 338
- Blaser R8
- Gewehr G29
- DSR-precision DSR 1
- PGM Précision 338
- Sako
  - TRG-41
  - TRG-42
  - TRG M10
- Barrett M98B
- Unique Alpine TPG-3 A4
- Savage 110 BA
- Steyr SSG M1
- TSWL-8
- Voere X3 / X4